# Watkins Mill
Watkins Mill est un ancien village du Québec situé dans le canton de Wickham.
Ce village a pris forme vers les années 1850. Le fondateur est James Henri Watkins. Ce village vivait de l'économie du bois avec la scierie Watkins et Blanchette. En 1916, le village est devenu la municipalité de Saint-Nicéphore.